# Тачер (Аризона)
Тачер (енгл. Thatcher) град је у америчкој савезној држави Аризона. По попису становништва из 2010. у њему је живело 4.865 становника.

## Демографија
Према попису становништва из 2010. у граду је живело 4.865 становника, што је 843 (21,0%) становника више него 2000. године.
| Група             | 2000.         | 2010.         |
| Белци             | 3.089 (76,8%) | 3.524 (72,4%) |
| Афроамериканци    | 31 (0,8%)     | 87 (1,8%)     |
| Азијати           | 21 (0,5%)     | 35 (0,7%)     |
| Хиспаноамериканци | 786 (19,5%)   | 1.052 (21,6%) |
| Укупно            | 4.022         | 4.865         |